# Општина Церквењак
Општина Церквењак (словен. Cerkvenjak) је једна од општина Подравске регије у држави Словенији. Седиште општине је истоимено насеље Церквењак.

## Природне одлике
Рељеф: Општина Церквењак налази се у североисточном делу Словеније, у словеначком делу Штајерске. Подручје општине припада области средишњих Словенских Горица, брдском крају познатом по виноградарству и справљању вина.
Клима: У општини влада умерено континентална клима.
Воде: Најзначајнији водоток у општини је речица Песница, притока Драве. Сви остали водотоци су мали и притоке су ове речице.

## Становништво
Општина Церквењак је средње густо насељена.

## Насеља општине
| - Андренци - Бренгова - Ванетина - Грабоношки Врх - Жупетинци | - Ивањски Врх - Кадренци - Комарница - Пешчени Врх - Смолинци | - Станетинци - Ценкова - Церквењак - Цогетинци - Чагона |  |

## Додатно погледати
- Церквењак